# Condado de Mikołów
Condado de Mikołów (polonês: powiat mikołowski) é um powiat (condado) da Polônia, na voivodia da Silésia. A sede do condado é a cidade de Mikołów. Estende-se por uma área de 231,53 km², com 90 802 habitantes, segundo o censo de 2005, com uma densidade de 392,18 hab/km².

## Divisões admistrativas
O condado possui:
Comunas urbanas: Mikołów, Łaziska Górne, Orzesze
Comunas rurais: Ornontowice, Wyry
Cidades: Łaziska Górne, Mikołów, Orzesze

## Demografia
População (dados de 30 de Junho de 2005):
|          | Total   | Total | Mulheres | Mulheres | Homens  | Homens |
| -------- | ------- | ----- | -------- | -------- | ------- | ------ |
|          | pessoas | %     | pessoas  | %        | pessoas | %      |
| Total    | 90 853  | 100   | 46 605   | 51,3     | 44 248  | 48,7   |
| Cidades  | 79 027  | 100   | 40 630   | 51,4     | 38 397  | 48,6   |
| Povoados | 11 826  | 100   | 5975     | 50,5     | 5851    | 49,5   |